# De ungas salong
Inte att blanda ihop med konstnärsgruppen De unga
De ungas salong eller Konstsalongen De Unga var ett konstgalleri i Stockholm som bildades av en grupp konstnärer 1938 och vars idé var att sälja verk av unga konstnärer utan mellanhänder.
Som initiativtagare räknas de unga målarna Birger E:son Birger och Nils Björklund-Furto, som uppvaktade prins Eugen och på detta sätt fick 1 000 kronor i startkapital. Första utställning hölls i november 1938 i deras lokal bakom Konstakademien på Jakobsgatan. Några av deltagarna på första utställningen var Gösta Sundvall, Gösta Liljedahl, Birger Ljungqvist, Bert Söderberg, Harald Widing och Pelle Åberg Senare hade gruppen lokal vid Vasagatan 4, Drottninggatan 100 samt från 1976 på Hornsgatan 8. Medlemmar var bland andra Bengt Lissegårdh, Sven Olof Rosén, Verner Molin, Tore Wideryd, Kati Nordgren, Kaj Piehl, Ture Lidström, Lars Stocks och Birgitta Ahlberg-Lindkvist. Galleriets sista utställningen var med Leif Wideryd i januari 1994.